# Buellia dispersa
Buellia dispersa är en lavart som beskrevs av A. Massal. Buellia dispersa ingår i släktet Buellia och familjen Physciaceae.   Inga underarter finns listade i Catalogue of Life.